# Зона покриття (зв'язок)

Зона покриття, зона обслуговування мобільної мережі (англ. Public land mobile network, PLMN) — сукупність всіх стільників одного оператора мережі зв'язку.
Прикладом може служити мережа стандарту NMT, GSM, UMTS, IS-95 (CDMA мережі) або популярна в Японії PDC.
Одночасно в одній країні може бути декілька PLMN залежно від числа операторів стільникової мережі зв'язку. Причому якщо один і той же оператор здійснює свою діяльність у декількох країнах, то це будуть різні PLMN.
PLMN ідентифікується Мобільним кодом країни (MCC) та мобільним кодом мережі (MNC). Кожен оператор, що надає послуги мобільного зв'язку має свій власний PLMN. PLMN може з'єднуватись з іншими PLMN і телефонними мережами загального користування (PSTN) для телефонного зв'язку або з інтернет-провайдерами для передачі даних і доступу в Інтернет.
Один абонент належить тільки одній домашній PLMN — HPLMN (місцевому оператору). Якщо абонент знаходиться в роумінгу (не внутрішньомережному), то це вже буде гостьова PLMN — VPLMN (Visited PLMN).